# Pegasus (Schiff, 1899)
Die sechste Pegasus der Royal Navy war einer von elf Geschützten Kreuzern der Pelorus-Klasse. 1899 in Dienst gestellt gehörte sie ab 1905 zur australischen Station und seit März 1913 zum britischen Geschwader in Südafrika, dessen Stationsbereich auch Ostafrika umfasste. Sie wurde durch den deutschen Kleinen Kreuzer Königsberg am 20. September 1914 im Hafen von Sansibar versenkt.

## Geschichte
HMS Pegasus war der vierte geschützte Kreuzer 3. Klasse der Pelorus-Klasse, die von der Royal Navy ab 1893 im Spencer Program bestellt wurden und eine Weiterentwicklung der Pearl-Klasse waren.
Die bei Palmers Shipbuilding in Jarrow am Tyne gebaute Pegasus kam 1899 in den Dienst der Royal Navy. Bei den Abnahmetests erzielte sie, bei einer Leistung von 7134 ihp, 21,2 Knoten und war das schnellste Schiff der Klasse.
Am 18. März 1899 verließ sie Plymouth zur Südostküste Amerikas, wurde allerdings schon nach zwei Monaten abgezogen, weil sie vermutlich Probleme mit ihren Wasserrohrkesseln hatte. Dann kam sie ins Mittelmeer, wo sie im November 1902 Dienst zusammen mit sieben Linienschiffen, vier weiteren Kreuzern (Aboukir, Hermione, Intrepid und das Schwesterschiff Pandora) und 28 Zerstörern tat.

Ab März 1905 diente die Pegasus auf der Australia Station, auf der das Flaggschiff Euryalus im Dezember durch die Powerful ersetzt wurde und das Schwesterschiff Psyche schon seit 1903 diente, das später von der Royal Australian Navy übernommen wurde. Nach ihr wurden noch die Schwesterschiffe Pioneer, Prometheus und Pyramus und die stärkere Encounter sowie der Ende 1905 eingetroffenen alte Kreuzer Cambrian der Astraea-Klasse, der das letzte Flaggschiff der Royal Navy auf der Station werden sollte, zur Australia Station verlegt, bevor die australische Marine im Oktober 1913 die Verantwortung übernahm. Flaggschiff der Station für die Powerful wurde 1911 der Panzerkreuzer Drake bis zum Januar 1913. Darüber hinaus gehörten zur Station auch Vermessungsschiffe wie die Sloop Fantome und die Sealark und als Schulschiff die Sloop Torch. Die Pegasus wurde in Australien mehrfach überholt und war seit März 1909 wieder im Dienst. Ein Test im Juli soll völlig unzureichende Geschwindigkeitsergebnisse erbracht haben. Von März bis September 1911 erfolgte eine erneute Überholung in Sydney.
Nach Ausbruch der chinesischen Revolution entschied die Admiralität, sie und ihr Schwesterschiff Prometheus als erste Verstärkung auf die China Station zu senden, wohin die beiden Kreuzer am 15. November 1911 von Sydney ausliefen. Prometheus hatte frühzeitig Kesselprobleme und erreichte schließlich nur im Schlepp der zur Hilfe geschickten Cambrian Hongkong, während die Pegasus, deren Besatzung durch Mannschaften der in die Werft gehenden Pyramus verstärkt worden war, ihre Fahrt problemlos durchführte und von Hongkong sofort weiter nach Shanghai lief, wo sie sich beim Einlaufen am 18. Dezember an einer gesunkenen Dschunke beschädigte, die möglicherweise absichtlich den Weg einlaufender britischer Kriegsschiffe behindern sollte. Dennoch verlegte sie weiter flussaufwärts zur Ablösung der Sloop Clio. Die Besatzung wechselte aus der australischen Wärme in die Kälte Chinas. Die Pegasus kehrte nicht wieder nach Australien, sondern im November 1912 nach England zurück, da die Australische Marine die Australia Station der Royal Navy ersetzte. Ihr zuletzt hoher Besatzungsanteil an Australiern wurde an die Cambrian, die im Sommer 1912 nochmals nach Australien zurückkehrte oder per Postschiff in die Heimat entlassen. Nach Überholung in Devonport verlegte die Pegasus nach Südafrika. Wegen der häufigen Ausfälle der Pelorus-Klasse wurde der Sinn einer erneuten Instandsetzung im Parlament bezweifelt.
Im März 1913 verlegte die Pegasus schließlich nach Afrika auf die Cape of Good Hope Station zum Kap-Geschwader, wo sie ihr Schwesterschiff Pandora ersetzte, das nach Rückkehr zum Abbruch verkauft wurde. Pegasus verlegte im Februar 1914 vor die somalische Küste, um dort Truppenbewegungen von Kismayo aus zu unterstützen, bis sie von der Astraea abgelöst wurde. Sie blieb bis zum Kriegsausbruch 1914 in Dienst beim Kapgeschwader.

## Kriegseinsatz
Das britische Kap-Geschwader befand sich Ende Juli 1914 mit den Kreuzern Astraea, Pegasus und Hyacinth als Flaggschiff auf einem Routinemarsch nach Mauritius, als Funksprüche der Admiralität den Befehlshaber Konteradmiral Sir Herbert Goodenough King-Hall (1862–1935, zuletzt Admiral) auf die drohende Kriegsgefahr hinwiesen. Um den neu eingetroffenen Kleinen Kreuzer Königsberg zu beobachten, versammelte er das Geschwader bei Diego Suarez und marschierte nach Daressalam. Die Königsberg verließ am 30. Juli 1914 weisungsgemäß wegen des drohenden Kriegsausbruches den Hafen der Hauptstadt der deutschen Kolonie, um im Indischen Ozean Kreuzerkrieg zu führen. Sie passierte Astraea und dann das Flaggschiff Hyacinth, denen sie sich durch einige Wendungen und mit hoher Geschwindigkeit scheinbar nach Süden entzog. Die etwas weiter abstehende Pegasus konnte überhaupt nicht eingreifen. Die alten britischen Kreuzer erreichten alle nicht mehr 20 Knoten, während die Königsberg 22 Knoten über einen längeren Zeitraum halten konnte, wenn auch auf Kosten des Kohlenvorrates. Der deutsche Kreuzer wandte sich tatsächlich aber mit Beginn des Ersten Weltkriegs nach Norden zu den Hauptschifffahrtswegen im Golf von Aden. Astraea und Pegasus kontrollierten die deutschen Küstenplätze und sandten schon vor dem Kriegsausbruch Boote in uneinsehbare Buchten.

### Kontrolle der ostafrikanischen Küste
Am 8. August kam es zu ersten kriegerischen Handlung zwischen Deutschen und Briten in Deutsch-Ostafrika, als die Astraea und Pegasus in Daressalam einliefen und den dortigen Funkmast unter Beschuss nahmen. Der deutsche Gouverneur Heinrich Schnee ließ nach sieben Schüssen eine weiße Flagge aufziehen und verließ die Stadt mit einem Zug nach Morogoro. Er erklärte die Hafenplätze der Kolonie für offene Städte und forderte die Beamten auf, entsprechende Vereinbarungen mit den Briten zu treffen. Als der Kommandeur der Schutztruppe, Paul von Lettow-Vorbeck, mit seinen Soldaten in Abwesenheit des Gouverneurs am Abend des 8. August wieder nach Daressalam einmarschierte, sah er nur noch die britischen Schiffe aufs offene Meer hinausfahren. Lettow-Vorbeck wollte kämpfen und so viele Kräfte der Briten wie möglich binden, während der Gouverneur versuchte, die Kolonie im Sinne der Kongoakte aus dem kriegerischen Geschehen herauszuhalten. Diese Haltung wurde von Teilen der Bevölkerung und den Vertretern der DOAL geteilt.
Pegasus erschien am 12./13. und 15. August wieder in Daressalam, um die Verhandlungen fortzusetzen und zu verhindern, dass die anwesenden DOAL-Reichspostdampfer Feldmarschall, König und Tabora für die Deutschen nutzbar gemacht wurden. Letztere, die als Lazarettschiff ausgegeben wurde und deren Ausrüstung zum Hilfskreuzer einmal geplant gewesen war, wurde dabei mehrfach durchsucht.
Am 17. August erschien die Pegasus dann vor Tanga, um mit der dortigen Verwaltung ähnliche Vereinbarungen zu treffen und den Dampfer Markgraf hinsichtlich der Versorgung deutscher Handelsstörer auszuschalten. Während dieser Versuch noch gelang, scheiterte der nächste am 23. August vor Bagamojo, als bei Anwesenheit einer Feldkompanie der Schutztruppe die Verhandlungen abgebrochen wurden und die Pegasus dreißig Schuss in den Ort feuerte.

### Vernichtung vor Sansibar
Die unerwartete Rückkehr der Königsberg am 3. September in die Kolonie veränderte die Haltung auf deutscher Seite. Jetzt bestand Einvernehmen, dass das deutsche Kriegsschiff zu unterstützen sei. Am 8. September konnte die Pegasus letztmals fünf Leichter und einen kleinen Schlepper in Tanga beschlagnahmen.
Am 19. September verließ die Königsberg abends ihr Versteck im Rufidji-Delta und griff am frühen Morgen des 20. die vor Sansibar ankernde Pegasus an, die dort zur Beseitigung von Kessel- und Maschinenproblemen lag. Die Deutschen eröffneten schon aus erheblicher Distanz das Feuer, da sie den tatsächlichen Gegner nicht erkannten. Ihr exaktes Feuer setzte die Pegasus in acht Minuten außer Gefecht, so dass ihr Kommandant, Commander Ingles, die weiße Flagge zeigte, um unnötiges Blutvergießen zu vermeiden. Der kleine Kreuzer sank nach wenig Gegenwehr. 38 Tote und 55 zum Teil Schwerverwundete waren zu beklagen. Das Lazarettschiff Gascon und die Clan Macrae kamen den Überlebenden zur Hilfe. Die Deutschen beschossen auch die Landfunkanlage, aber nicht die anwesenden Handelsschiffe.

## Die Kanonen der Pegasus
Sechs der acht Geschütze der Pegasus wurden geborgen. Zwei wurden als Peggy III und Peggy IV 1916 bei der Landoffensive der britischen Truppen eingesetzt. Zeitweise sollen sie bei Kondoa-Irangi Kanonen der Königsberg gegenübergestanden haben.
Von den übrigen vier blieben zwei auf Sansibar, ein Geschütz wurde auf dem Victoriasee-Dampfer Winifred montiert und das letzte 10,2-cm-Geschütz kam nach Mombasa, wo es heute im dortigen Fort-Jesus-Museum neben einer 10,5-cm-Kanone der Königsberg besichtigt werden kann.